# Uppland (1749)
Uppland (52 kanoner) var ett svenskt linjeskepp, byggt 1749 av Solberg i Stockholm. Ombyggt 1775 till 44-kanonfregatt med bibehållet namn. Seglade 1777 till Medelhavet för att bekämpa marockanska sjörövare. Deltog i sjötågen 1757, 1759, 1761–62 samt genomförde konvojexpeditioner 1777 och 1780. Deltog i sjötåget 1789–90 och förlorades sistnämnda år vid utbrytningen ur Viborgska viken.